# 大碗宽面
大碗宽面是加拿大籍華人歌手兼演员吴亦凡基于同名网络迷因所创作并演唱的一首普通话饶舌单曲。这首歌曲在中国风的基础上结合说唱，融合东西方音乐元素。

## 创作背景与过程
| “                              | 你看这个麵它又长又宽，就像这个碗它又大又圆。                  | ” |
| ——吴亦凡在综艺节目中的即兴说唱 |                                                               |   |
| “                              | 何必针锋相对/你看这碗又大又圆/相聚就要举起杯/你看这麵又长又宽 | ” |
| ——大碗宽面歌词                 |                                                               |   |

2017年6月30日，湖南卫视播出综艺节目《七十二层奇楼》第8期，节目中吴亦凡作为嘉宾参与任务挑战到中国陕西省西安市的一家面馆裡一边唱歌一边甩面条，并由顾客当评委。在这期节目中，吴亦凡使用陕西方言即兴表演了一段饶舌。
一名看了节目视频的大学生Diesi以视频为素材创作了一首名为又长又宽，又大又圆的freestyle的diss歌曲，后来Bilibili弹幕网的Up主枪弹轨迹获得授权将歌曲上传到Bilibili上，使得视频开始流行，并产生了很多以大碗宽面为主题的鬼畜作品。起初吴亦凡对网友的此行为感到不满。2019年，吴亦凡决定把当时的即兴饶舌进行扩充，创作成一首歌曲，便邀请了李偲菘、廖正星和伟思音乐团队参与作曲。
2019年4月19日，吴亦凡正式发布大碗宽面。5月11日，吴亦凡在《天·地·东·西·ALIVE TOUR吴亦凡2019巡回演唱会》北京站首次公开演唱了这首歌曲，并说明这首歌曲表达了宽容豁达的主旨。
2020年后，《大碗宽面》出现在包括中国中央电视台、北京广播电视台在内多个电视台的网络春晚等节目中。

## 影响
面對吴亦凡以歌曲的方式自嘲和回应网络迷因，有网民对其行为表示赞赏，并把他的行为与同时期蔡徐坤篮球视频事件中蔡徐坤向Bilibili发律师函警告鬼畜视频制作者以及张召忠、葛平等人面对鬼畜视频恶搞宽容以待的行为作对比。也有不少网民通过视频弹幕发言说「吴亦凡对不起」。
此歌曲流行之后，淘宝网上有商家开始贩卖相关元素的T恤、碗等物品，也有听众听完歌后到面馆食用宽麵。
2021年8月，受吴亦凡涉嫌强奸案影响，包括《大碗宽面》在内的吴亦凡个人音乐作品被中国大陆音乐平台下架。同时，也有部分网友将《大碗宽面》这一歌名恶搞为“大碗牢饭”，以讽刺吴亦凡曾在个人微博上发出的“如果有这类行为，请大家放心，我会自己进监狱！”等言论。

## 奖项
| 年份   | 單位              | 獎項             | 結果 |
| ------ | ----------------- | ---------------- | ---- |
| 2020年 | 中国歌曲TOP排行榜 | 年度最受欢迎歌曲 | 提名 |